# مقاطعات وأقاليم كندا
المقاطعات والأقاليم في كندا تجتمع لتشكل ثاني أكبر بلدان العالم مساحة. والفرق الرئيسي بين المقاطعات والأقاليم الكندية هو أن المقاطعات تحصل على سلطتها الإدارية مباشرة من القانون الدستوري الذي أنشئ في عام 1867، في حين أن الأقاليم تستمد ولاياتها وصلاحياتها من الحكومة الفيدرالية.
وفي الوقت الحالي يوجد في كندا عشر مقاطعات وهي: ألبرتا وكولومبيا البريطانية ومانيتوبا ونيو برونزويك ونيوفنلاند ولابرادور ونوفا سكوشا وأونتاريو وجزيرة الأمير إدوارد وكيبيك وساسكاتشوان، في حين أنه يوجد ثلاثة أقاليم وهي الأقاليم الشمالية الغربية ونونافوت ويوكون.

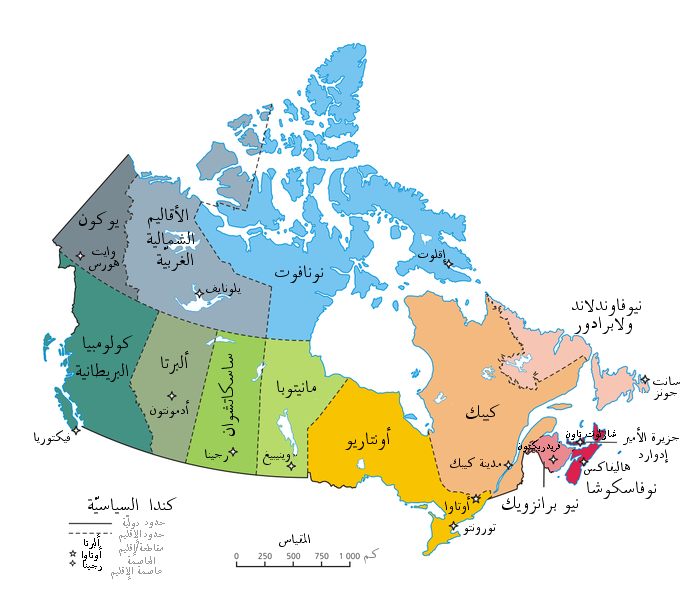
الخريطة السياسية لكندا

## المحافظات والمقاطعات الكندية
| الاسم والاختصار      | الاسم والاختصار | المدن           | المدن           | تاريخ دخول الاتحاد | اللغات الرسمية       | السكان     | السكان                  | المساحة (كم2) | المساحة (كم2) | المساحة (كم2) | المقاعد            | المقاعد            |
| الاسم والاختصار      | الاسم والاختصار | العاصمة         | المدينة الكبرى  | تاريخ دخول الاتحاد | اللغات الرسمية       | تعداد 2021 | تعداد الربع الثالث 2024 | الأرض         | الماء         | المجموع       | مجلس العموم الكندي | مجلس الشيوخ الكندي |
| -------------------- | --------------- | --------------- | --------------- | ------------------ | -------------------- | ---------- | ----------------------- | ------------- | ------------- | ------------- | ------------------ | ------------------ |
| أونتاريو             | ON              | تورونتو         | تورونتو         | 1 يوليو 1867       | اللغة الإنجليزية     | 14,223,942 | 16,124,116              | 917,741       | 158,654       | 1,076,395     | 121                | 24                 |
| كيبك                 | QC              | كيبك            | مونتريال        | 1 يوليو 1867       | الفرنسية             | 8,501,833  | 9,056,044               | 1,356,128     | 185,928       | 1,542,056     | 78                 | 24                 |
| نوفا سكوشا           | NS              | هاليفاكس        | هاليفاكس        | 1 يوليو 1867       | الإنجليزية           | 969,383    | 1,076,374               | 53,338        | 1,946         | 55,284        | 11                 | 10                 |
| نيو برونزويك         | NB              | فريدريكتون      | مونكتون         | 1 يوليو 1867       | الإنجليزية، الفرنسية | 775,610    | 854,355                 | 71,450        | 1,458         | 72,908        | 10                 | 10                 |
| مانيتوبا             | MB              | وينيبيغ         | وينيبيغ         | 15 يوليو 1870      | الإنجليزية           | 1,342,153  | 1,494,301               | 553,556       | 94,241        | 647,797       | 14                 | 6                  |
| كولومبيا البريطانية  | BC              | فيكتوريا        | فانكوفر         | 20 يوليو 1871      | الإنجليزية           | 5,000,879  | 5,698,430               | 925,186       | 19,549        | 944,735       | 42                 | 6                  |
| جزيرة الأمير إدوارد  | PE              | شارلوت تاون     | شارلوت تاون     | 1 يوليو 1873       | الإنجليزية           | 154,331    | 178,550                 | 5,660         | 0             | 5,660         | 4                  | 4                  |
| ساسكاتشوان           | SK              | ريجاينا         | ساسكاتون        | 1 سبتمبر 1905      | الإنجليزية           | 1,132,505  | 1,239,865               | 591,670       | 59,366        | 651,036       | 14                 | 6                  |
| ألبرتا               | AB              | إدمونتون        | كالغاري         | 1 سبتمبر 1905      | الإنجليزية           | 4,262,635  | 4,888,723               | 642,317       | 19,531        | 661,848       | 34                 | 6                  |
| نيوفندلاند ولابرادور | NL              | سانت جونز       | سانت جونز       | 31 مارس 1949       | الإنجليزية           | 510,550    | 545,247                 | 373,872       | 31,340        | 405,212       | 7                  | 6                  |
| مجموع المقاطعات      | مجموع المقاطعات | مجموع المقاطعات | مجموع المقاطعات | مجموع المقاطعات    | مجموع المقاطعات      | 36٬873٬821 | 41٬156٬005              | 5٬490٬918     | 572٬013       | 6٬062٬931     | 335                | 102                |

## الأقاليم الكندية
| الاسم والاختصار           | الاسم والاختصار | العاصمة         | تاريخ دخول الاتحاد | اللغات الرسمية | السكان     | السكان                  | المساحة (كم2) | المساحة (كم2) | المساحة (كم2) | المقاعد            | المقاعد            |
| الاسم والاختصار           | الاسم والاختصار | العاصمة         | تاريخ دخول الاتحاد | اللغات الرسمية | تعداد 2021 | تعداد الربع الثالث 2024 | المساحة       | المياه        | المجموع       | مجلس العموم الكندي | مجلس الشيوخ الكندي |
| ------------------------- | --------------- | --------------- | ------------------ | --- | ---------- | ----------------------- | ------------- | ------------- | ------------- | ------------------ | ------------------ |
| الأقاليم الشمالية الغربية | NT              | يلونايف         | 15 يوليو 1870      | تشيبويان، كري، الإنجليزية، الفرنسية، غويشين، إينويناكتون، الإنكتيتوتية، إينوفيالوكتون، نورث سلافي، سلافي جنوبي، تليشي | 41,070     | 44,731                  | 1,183,085     | 163,021       | 1,346,106     | 1                  | 1                  |
| يوكون                     | YT              | وايت هورس       | 13 يونيو 1898      | الإنجليزية والفرنسية                                                                                                  | 40,232     | 46,704                  | 474,391       | 8,052         | 482,443       | 1                  | 1                  |
| نونافوت                   | NU              | إيكالويت        | 1 أبريل 1999       | إينوينكتون والإنكتيتوتية والإنجليزية والفرنسية                                                                        | 36,858     | 41,159                  | 1,936,113     | 157,077       | 2,093,190     | 1                  | 1                  |
| مجموع الأأقاليم           | مجموع الأأقاليم | مجموع الأأقاليم | مجموع الأأقاليم    | مجموع الأأقاليم | 118٬160    | 132٬594                 | 3٬593٬589     | 328٬150       | 3٬921٬739     | 3                  | 3                  |